# Christian Titz
Christian Titz (Mannheim, 1º aprile 1971) è un allenatore di calcio ed ex calciatore tedesco, di ruolo centrocampista, tecnico del Magdeburgo.

## Palmarès

### Allenatore

#### Competizioni nazionali
- 3. Liga: 1

Magdeburgo: 2021-2022